# Jan Klobouček
Jan Klobouček (* 24. února 1973) je bývalý český hokejista.
V mládí byl útočníkem v Teplicích. Ve Vermontu hrál na postu obránce. Po ukončení studií se vrátil do Česka. V týmu HC Slavia Praha z něj udělal trenér Růžička univerzálního hráče. Od sezony 2004/2005 se objevoval v týmu HC Slovan Ústečtí lvi (dnes HC Slovan Ústí nad Labem), kde také svoji hokejovou kariéru ukončil.